# République Libre d'Outre-Meuse

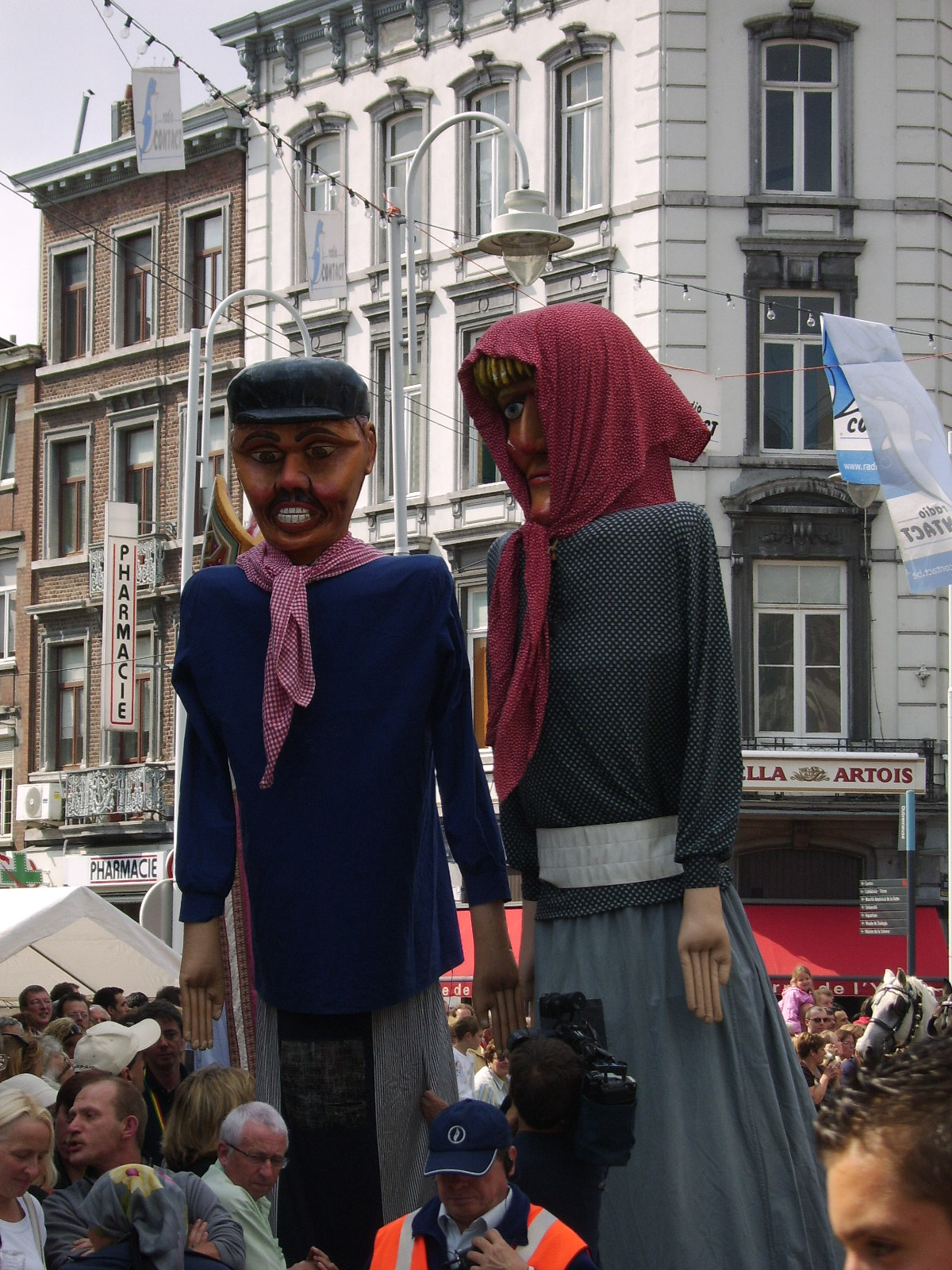
Stadsreuzen Tchantchès en Nânesse.

République Libre d’Outre-Meuse is de bijnaam van de wijk Outremeuse in Luik. Op 15 augustus 1927 werd door bewoners van deze wijk de onafhankelijkheid uitgeroepen, wat sindsdien jaarlijks met een groot volksfeest gevierd wordt. Dit driedaags volksfeest, de 15 août en Outremeuse, trekt jaarlijks vele bezoekers en vindt plaats op de feestdag van Maria-Tenhemelopneming (15 augustus) en de dag vooraf en de dag erna.

## Het feest
Op 15 augustus trekt in de ochtend een processie met o.a. het beeld van de zwarte madonna door Outremeusee, gevolgd door een misviering in de openlucht opgedragen in het Waals. In de namiddag vindt een folkloristische optocht plaats met diverse muziekkorpsen, gildes en stadsreuzen uit Luik die de geschiedenis van de stad uitbeelden, zo is er een reus van Karel de Grote (wiens familie afkomstig was van Herstal), Georges Simenon, diverse prins-bisschoppen, maar ook van de folklorefiguur Tchantchès en zijn vrouw Nânesse. Het centrum van Outremeuse is enkel toegankelijk voor voetgangers, er staan kermisattracties en in de avond is er op diverse plaatsen muziek en wordt er veel pèkèt, een plaatselijke jenever, gedronken.
Op de laatste dag zijn de mannen veelal verkleed als misdienaar of priester en gaan de vrouwen gekleed in de stijl van de belle époque en roaring twenties. Men draagt massaal stengels bleekselderij en ten slotte wordt het feest, in de vorm van Matî l'Ohê, het bot Mathieu, ten grave gedragen.

## Kunst
- De hymne van de republiek is Djudla Mouze po to, op tekst van Joseph Vrindts en muziek van Joseph Duysenx.
- Het feestcomité van de republiek creëerde in 1939 een monument ter ere van de lokale Tchantchès.

## Galerij

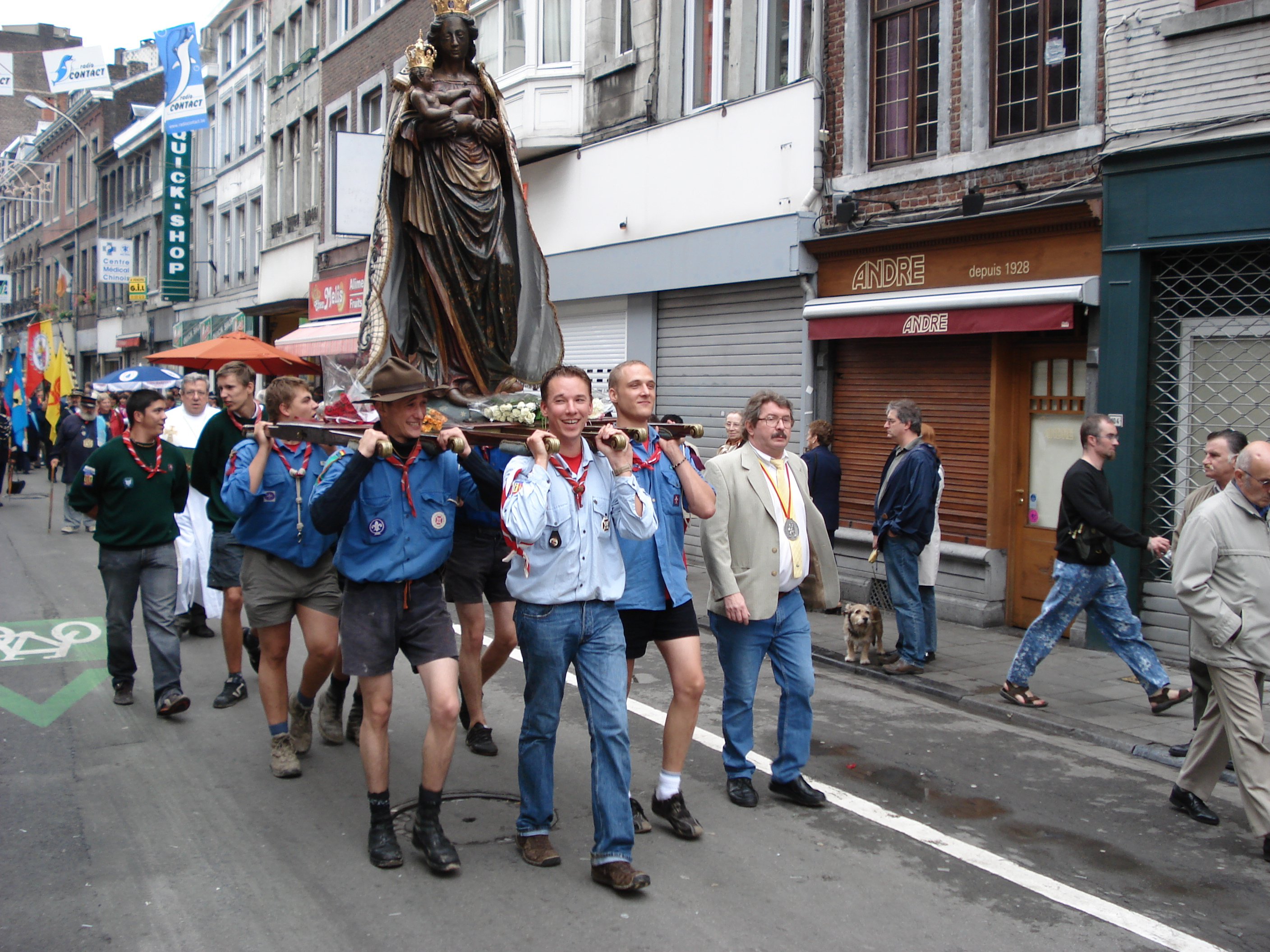
Beeld van de zwarte madonna in processie ter ere van Maria-Tenhemelopneming
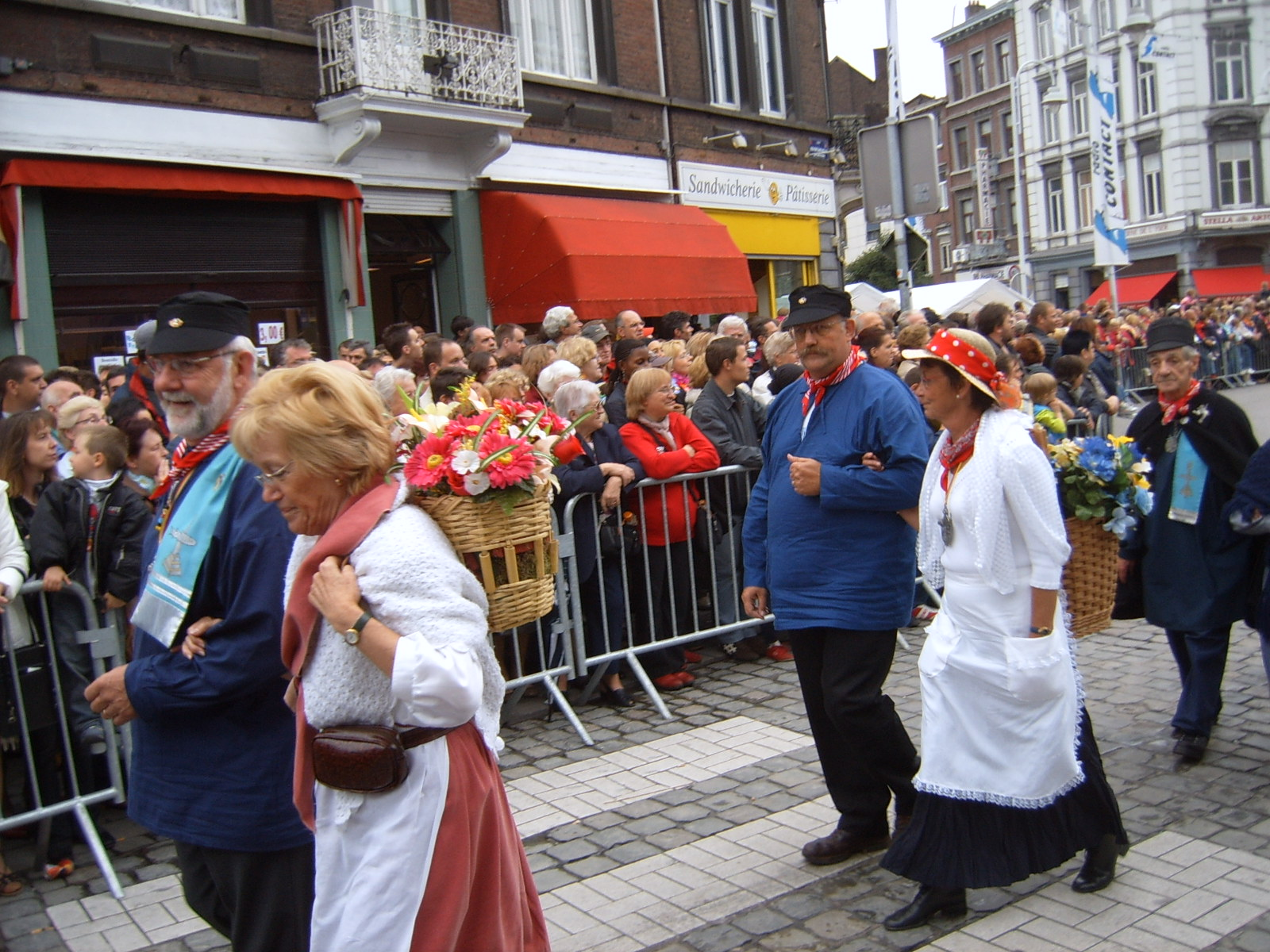
Folkloristische optocht
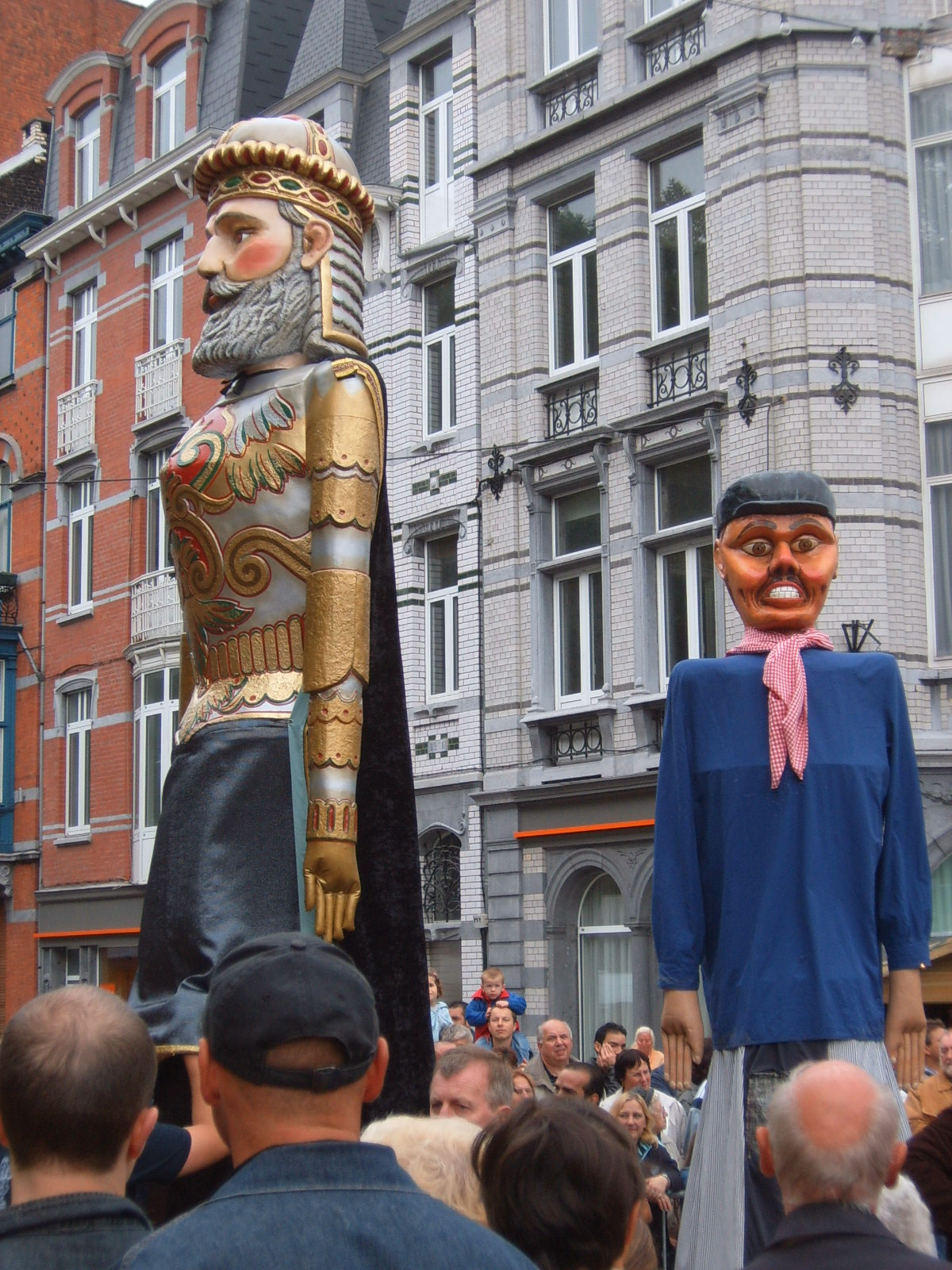
Reuzen Karel de Grote en Tchantchès
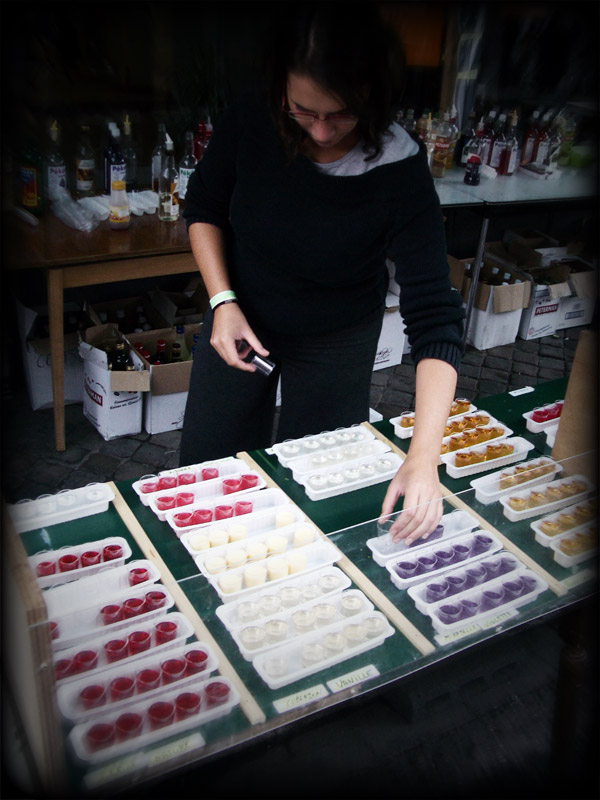
Bar met peket
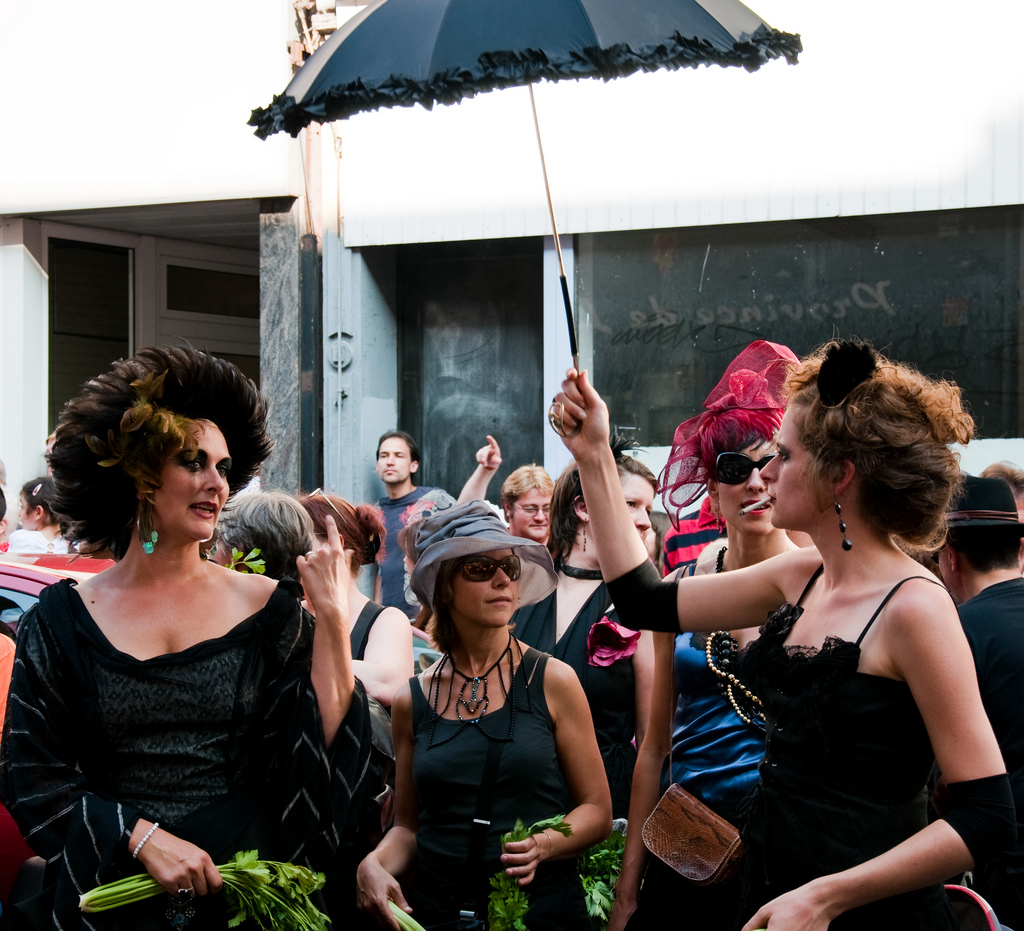
Vrouwen in kleding van begin 20e eeuw
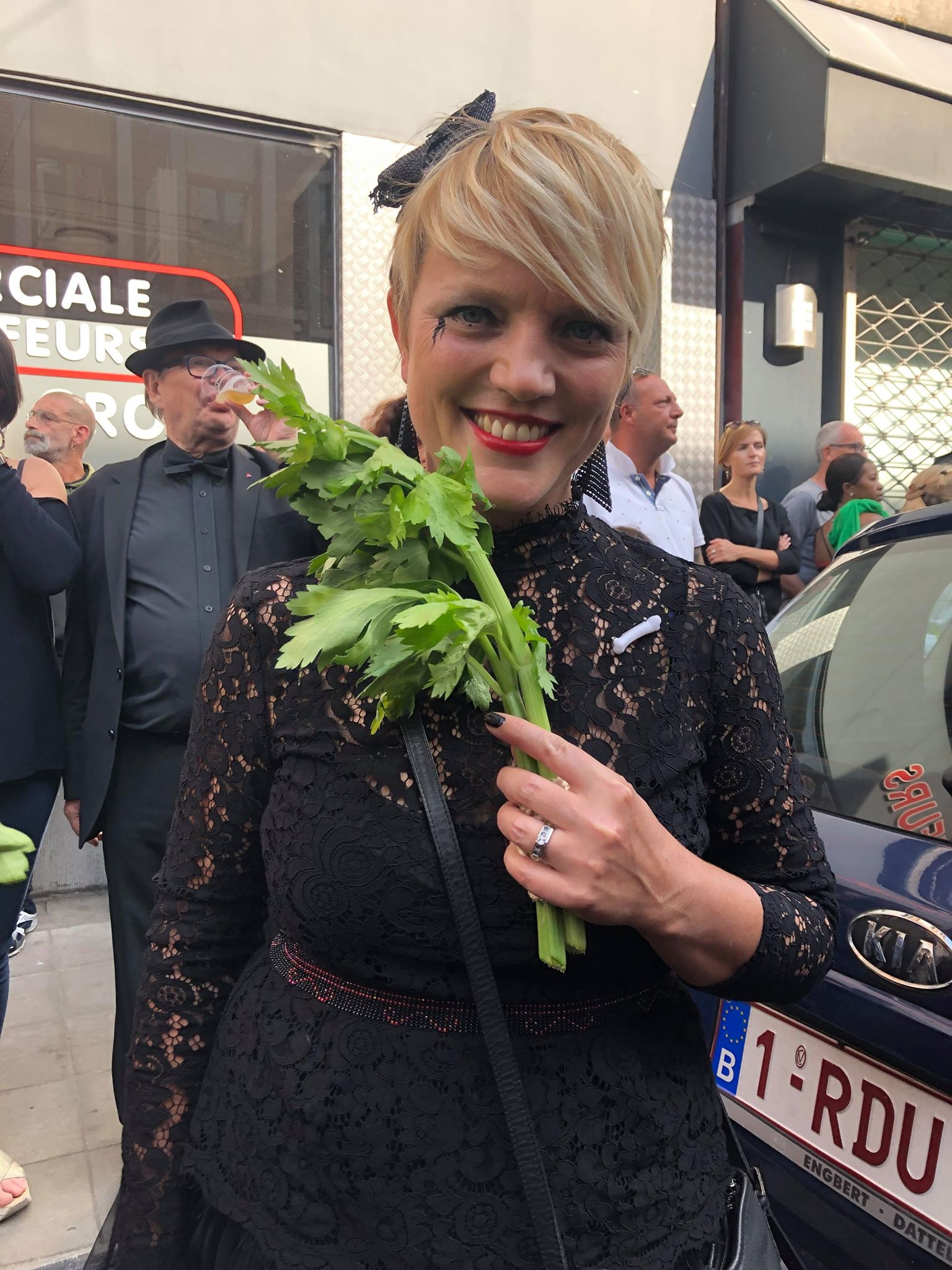
Vrouw met bleekselderij
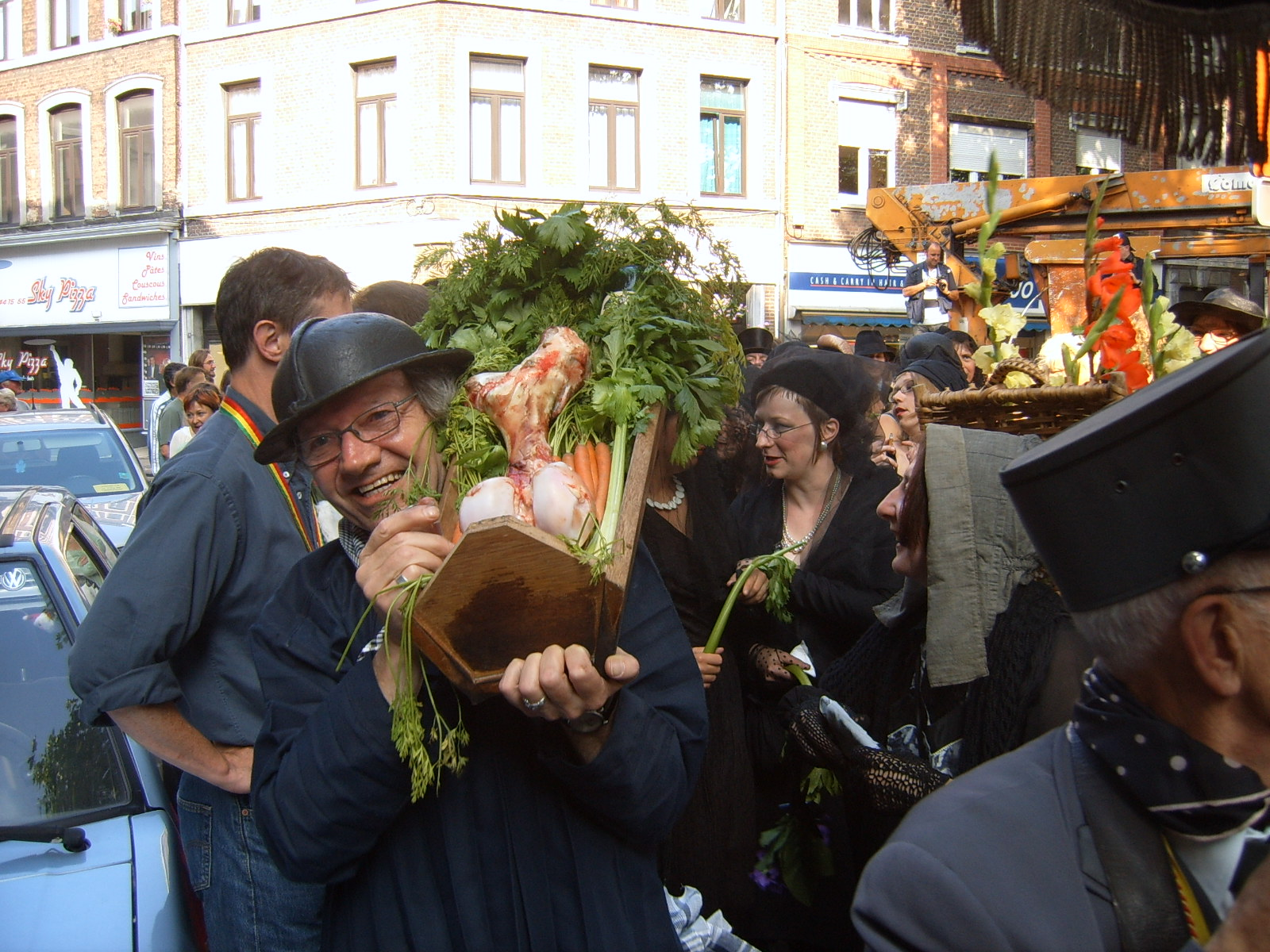
Het bot wordt begraven op 16 augustus
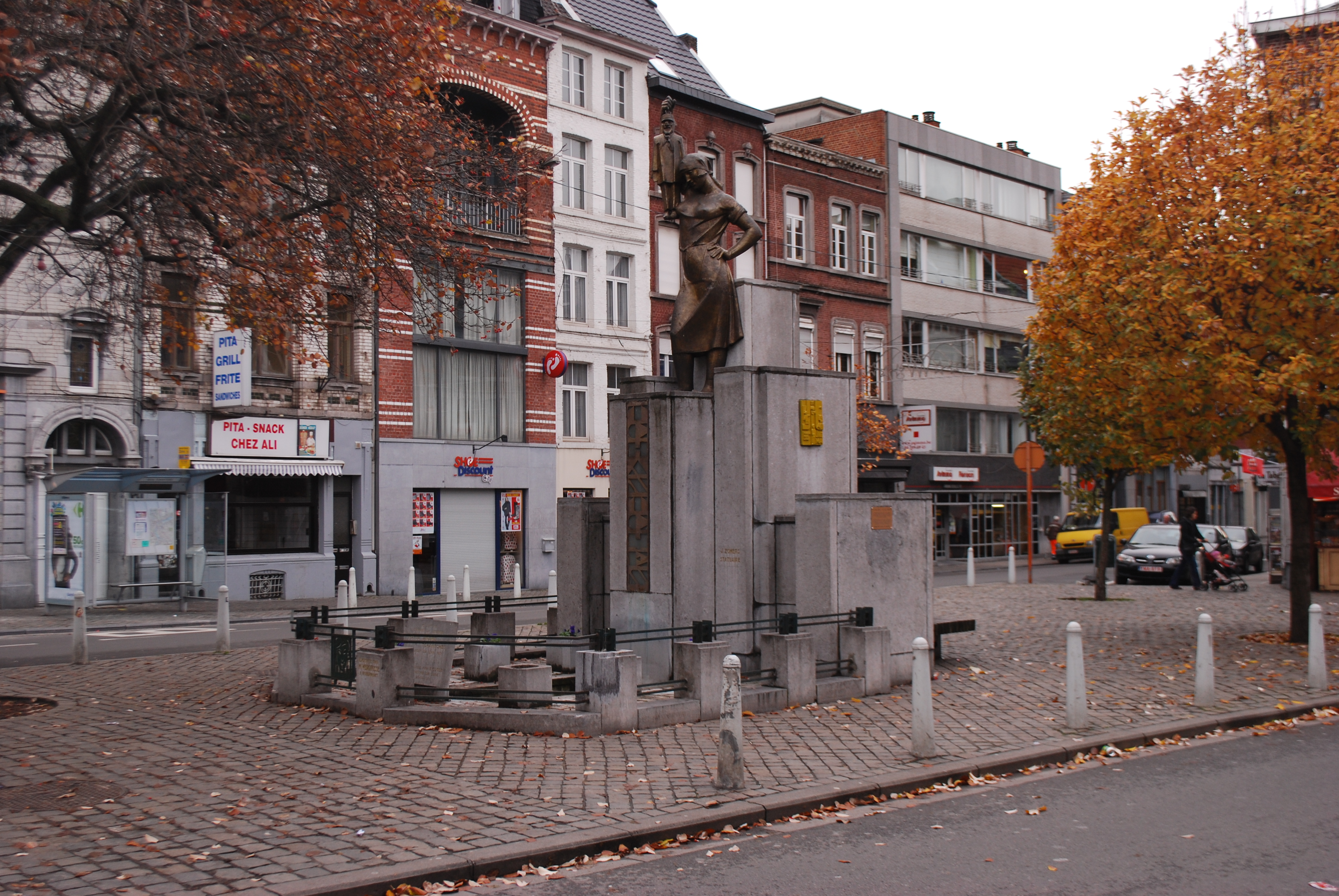
Monument van Tchantchès